# Therapie nach dem Tod
Therapie nach dem Tod ist das vierte Mixtape des österreichischen Rappers RAF Camora. Es erschien am 31. August 2012 über sein eigenes Label Indipendenza in limitierter Auflage und ausschließlich über den Hip-Hop-Versand MZEE.com. Am 7. September 2012 veröffentlichte RAF Camora das Album als Re-Release auf verschiedenen Streamingplattformen. Zwei Tage später erschien die Instrumental-Version des Albums (INEDIT-TNDT) kostenlos über das Internet, welche zudem vier bislang unveröffentlichte Bonussongs enthält.

## Produktion
RAF Camora selbst produzierte in Zusammenarbeit mit The Royals acht Lieder des Mixtapes, bei einem weiteren Song arbeitete er mit Max Mostley zusammen. Zudem sind die Musikproduzenten Tezo Black, KD-Supier (je 2 Songs), Tankster Beats, Benno Calmbach, Froze, Chakuza und DJ Stickle (je 1) als Produzenten auf dem Mixtape vertreten.
RAF Camora und The Royals waren zudem beim gesamten Album als Executive Producer tätig.

## Covergestaltung
Das Albumcover zeigt RAF Camora, der ein schwarzes Hemd trägt und den Blick nach unten richtet. Der Hintergrund ist schwarz-weiß gehalten und zeigt verschiedene Zeichnungen, darunter ein Rabe, ein Krokodil, ein Kreuz, das RAF-Camora-Logo, das Indipendenza-Logo und ein Stern. Der schwarze Schriftzug Therapie nach dem Tod befindet sich rechts im Bild. Das Cover wurde von Raphael Grischa (damals iHAD) gestaltet.

## Gastbeiträge
Auf drei Liedern des Albums treten neben RAF Camora andere Künstler in Erscheinung. So ist der Rapper Chakuza auf dem Song Nächster Stopp angekommen vertreten, während der zur Zeit der Albumveröffentlichung bei Indipendenza unter Vertrag stehende Rapper Joshi Mizu auf Spaceman einen Gastauftritt hat. Zudem ist der Rapper Massaka auf dem Track Rabe zu hören.

## Titelliste
| #  | Titel                       | Gastmusiker | Produzent(en)                      | Länge |
| -- | --------------------------- | ----------- | ---------------------------------- | ----- |
| 1  | KDL                         |             | RAF Camora, The Royals             | 3:00  |
| 2  | Ich zähle sie ab            |             | RAF Camora, The Royals, Tezo Black | 3:30  |
| 3  | Solange alles gleich bleibt |             | RAF Camora, Max Mostley            | 3:32  |
| 4  | Top                         |             | RAF Camora, The Royals             | 3:48  |
| 5  | Selbst Schuld               |             | KD-Supier                          | 3:44  |
| 6  | Ssslos?!                    |             | RAF Camora, The Royals             | 3:29  |
| 7  | Perfekt                     |             | KD-Supier                          | 3:04  |
| 8  | Nächster Stopp angekommen   | Chakuza     | Tezo Black                         | 3:28  |
| 9  | Der Wald                    |             | RAF Camora, The Royals             | 3:43  |
| 10 | Spaceman                    | Joshi Mizu  | Tankster Beats                     | 3:02  |
| 11 | Fickt euch                  |             | RAF Camora, The Royals             | 2:34  |
| 12 | Rabe                        | Massaka     | RAF Camora, The Royals             | 3:17  |
| 13 | Otto normal                 |             | Benno Calmbach, Froze              | 3:04  |
| 14 | Groupie Handy               |             | RAF Camora, The Royals             | 3:02  |
| 15 | Mein Croko ist Hipster      |             | Chakuza                            | 2:55  |
| 16 | Big up                      |             | DJ Stickle                         | 3:55  |

## Rezeption
| Professionelle Bewertungen | Professionelle Bewertungen |
| -------------------------- | -------------------------- |
| Kritiken                   |                            |
| Quelle                     | Bewertung                  |
| rappers.in                 | [ 5 ]                      |

David Bohnsack von der Internetseite rappers.in bewertete das Mixtape mit 4,5 von möglichen sechs Punkten. Es sei „ein ehrliches Rap-Album mit einigen passenden Gesangseinlagen“ und ein Mix der „Stärken seines Rap-Ursprungs mit den melodiösen Refrains“ der letzten Veröffentlichungen. Die Produktionen seien „durchgehend detailreich und atmosphärisch“ und besonders das Lied Selbst Schuld wird gelobt. Dagegen klängen einige Tracks „zu ähnlich“ und der Gastbeitrag des Rappers Massaka sei „ein Totalausfall“.

## Chartplatzierungen
Therapie nach dem Tod stieg am 21. September 2012 auf Platz 40 in die österreichischen Albumcharts ein und verließ die Hitparade nach einer Woche wieder. In Deutschland und in der Schweiz konnte sich das Mixtape nicht in den Charts platzieren.
| ChartsChartplatzierungen | Höchstplatzierung | Wochen |
| ------------------------ | ----------------- | ------ |
| Österreich (Ö3)          | 40 (1 Wo.)        | 1      |